# Beyond Here Lies Nothin'
Beyond Here Lies Nothin' è un singolo di Bob Dylan pubblicato nel 2009 e tratto dall'album Together Through Life; è stato prodotto da Bob Dylan stesso con lo pseudonimo di Jack Frost. Il titolo è una citazione di Ovidio.
Il singolo è stato reso disponibile per il download gratuito nel sito ufficiale di Bob Dylan il 30 e il 31 marzo del 2009 ed un video fotografico promozionale è stato pubblicato su Amazon.com il 21 aprile.
Il videoclip per il singolo è stato prodotto da Blue-Tongue Films e diretto da Nash Edgerton.
La canzone è stata utilizzata nel trailer della seconda stagione di True Blood della Home Box Office, e compare anche nell'ultimo episodio dal titolo omonimo.